# Ньюфаундленд и Лабрадор
Ньюфа́ундленд и Лабрадо́р (англ. Newfoundland and Labrador, МФА: [njuːfaʊnˈlænd ənd ˈlæbrədɔr], фр. Terre-Neuve-et-Labrador, МФА (фр.): [tɛʁ.nœv e la.bʁa.dɔʁ]) — провинция Канады, десятая по счёту в составе конфедерации.
Столица — Сент-Джонс. Население — 528 336 чел. (9-е место в стране, на 1 января 2016 года).
С 1964 года правительство провинции Ньюфаундленд начало себя именовать как Правительство Ньюфаундленда и Лабрадора, так что с внесением поправки в конституцию Канады 6 декабря 2001 года к названию провинции добавился Лабрадор.

## География
Ньюфаундленд и Лабрадор — наиболее крупная по территории и самая восточная из Атлантических провинций Канады. Занимает остров Ньюфаундленд и северо-восточный сектор полуострова Лабрадор, граничащий на юге и западе с провинцией Квебек. Остров Ньюфаундленд отделён от континентального Лабрадора узким глубоким проливом Бель-Иль (Белл-Айл), а от провинции Новая Шотландия — проливом Кабота. В нескольких километрах к югу от берегов острова Ньюфаундленд расположено небольшое владение Франции — острова Сен-Пьер и Микелон.
Гористый остров Ньюфаундленд представляет собой продолжение Аппалачской горной системы. Континентальная часть провинции относится к Лаврентийской возвышенности, занимая восточную окраину Канадского кристаллического щита. Высочайшая точка провинции — гора Сёрк (1676 м) на севере Лабрадора; высочайшая точка острова Ньюфаундленд — гора Льюис-Хилл (814 м) в западной его части, в хребте Лонг-Рейндж. К юго-востоку от острова расположена знаменитая Большая Ньюфаундлендская банка — один из богатейших районов рыболовства в Мировом океане.
Реки Лабрадора обладают высоким гидроэнергетическим потенциалом; на крупнейшей из них, Черчилл (до 1965 года носила название Гамильтон), в начале 1970-х годов построена ГЭС «Черчилл-Фолс» (5,2 млн кВт), которая до введения в строй в 1979 году квебекской ГЭС «Ла-Гранд-2» была крупнейшей в Канаде. Хотя реки Ньюфаундленда невелики по протяжённости, их потенциал весьма высок. Крупнейшая ГЭС острова — «Бей д'Эспуар» (460 тыс. кВт) — находится на реках Грей и Сэлмон.
Крупнейшие озёра: Мелвилл, Ашуанипи, Гранд-Лейк.

## Климат
Климат острова — умеренный морской, но достаточно суровый; северная оконечность острова и весь Лабрадор относятся к зоне Субарктики. Температуры самого тёплого месяца — августа — колеблются от +15 °С на острове до +10 °С на Лабрадоре, температуры января, соответственно, — от −4 °С до −20 °С. Среднегодовое количество осадков по мере удаления к северу снижается от 1500 на юге острова до 500 мм на севере Лабрадора. Наиболее мягким климатом отличается расположенный на юго-востоке полуостров Авалон, где проживает 40 % населения провинции и находится её столица — г. Сент-Джонс (средняя температура июля — +15,3 °С, января — −3,8 °С, абсолютный максимум — +30,6 °С, минимум — −23,3 °С). Значительная часть острова (западное побережье и речные долины), а также юго-запад континентальной части покрыты северной тайгой, имеющей важное хозяйственное значение (преобладают бальзамическая пихта, сизая и чёрная ели); большая часть Лабрадора занята тундрой и лесотундрой. Суровые климатические условия и бедность почв (подзолистые, большей частью щебнистые) весьма затрудняют развитие сельского хозяйства (кроме выращивания картофеля, ряда других овощей и кормовых трав на юге островной части).

## Полезные ископаемые
Провинция чрезвычайно богата полезными ископаемыми. Прежде всего, это ряд очень крупных месторождений железной руды на Лабрадоре, общие запасы которых оцениваются в 30 млрд тонн руды (крупнейшая в мире железорудная зона). На острове имеются значительные залежи руд полиметаллов (свинец, цинк, медь) и асбеста; в последние годы на Лабрадорском шельфе обнаружены крупные месторождения нефти и природного газа.

## История
Ньюфаундленд — единственная провинция Канады, до 1980 года сохранившая в качестве провинциального флага британский «Юнион Джек» (28 мая 1980 г. был принят собственный флаг с золотой стрелой). Растительная эмблема — цветок саррацении. Девиз — «Quaerite prime regnum Dei» («Ищите прежде Царство Божие») — связан с тем фактом, что Ньюфаундленд был первой заморской колонией Великобритании.
Задолго до открытия Америки Христофором Колумбом у берегов Ньюфаундленда побывали скандинавские викинги. Побережье Лабрадора, предположительно, было открыто ими в 986 году, сам остров — около 1000 года. Предполагается, что первое европейское поселение на Ньюфаундленде было основано в 1008—1011 годах викингом Торфинном Карлсефни; позднее оно прекратило своё существование. На острове Ньюфаунленд археологами открыты поселения Л’Анс-о-Медоуз и Пуант-Розе.
Предполагается, что вторично остров был открыт английскими моряками из Бристоля в 1481 году (за 11 лет до открытий Колумба), но ввиду их желания сохранить монополию на рыболовство в районе богатейшей Ньюфаундлендской банки это открытие сохранялось в секрете до 1497 года (плавание Джона Кабота).
В 1583 году Хемфри Гилберт провозгласил Ньюфаундленд английским владением — первой заморской колонией Англии, что положило начало созданию Британской империи. Долгое время на остров претендовали и другие европейские морские державы (Испания, Португалия, Франция), заинтересованные в нём как в базе для своих рыболовных флотилий и привлекаемые его стратегическим положением на пути вглубь Американского континента (залив Св. Лаврентия). Наиболее серьёзным соперником Англии явилась Франция, основавшая здесь в XVII веке ряд постоянных поселений. Ньюфаундленд служил ареной многих военных столкновений вплоть до Утрехтского мира 1713 года, закрепившего над островом британский суверенитет.
В последующие столетия побережье острова заселялось исключительно британскими поселенцами, занимающимися рыболовством и обслуживанием английского флота. Такая узкая специализация экономики Ньюфаундленда сохранялась почти до середины XX в. и явилась одной из главных причин его нынешней экономической отсталости. К 1871 году население острова достигло 150 тыс. чел.; некогда проживавшие здесь индейцы беотуки были к тому времени полностью уничтожены (последние представители умерли в начале XX века). Таким образом, в отличие от большинства других районов Канады, остров Ньюфаундленд в настоящее время не имеет коренного населения.
В 1855 году остров получил право на местное самоуправление. Отсутствие сколь-либо значительных экономических и культурных связей Ньюфаундленда с другими британскими колониями в Северной Америке не способствовало укреплению и политического союза с ними. В 1869 году местное правительство отказалось от вступления в Канадскую конфедерацию, и политическая обособленность Ньюфаундленда от остальных провинций современной Канады сохранялась ещё на протяжении 80 лет.

### Доминион Ньюфаундленд
26 сентября 1907 года Ньюфаундленд вместе с Новой Зеландией получил статус доминиона.
В 1927 году к Ньюфаундленду решением Cудебного комитета Тайного совета была присоединена значительная часть (около 300 тыс. км²) полуострова Лабрадор. Принадлежность этой территории Ньюфаундленду долгое время оспаривалась провинцией Квебек, в состав которой вошла остальная часть полуострова. Партия Национальный союз, стоявшая в Квебеке у власти в 1936—1960 годах, продолжала считать весь Лабрадор частью квебекской территории. В годы пребывания у власти в Квебеке франкоканадской националистической Квебекской партии (1976—1985) этот вопрос обострился вновь. Ситуация осложняется тем, что лабрадорская граница 1927 года прошла вдоль открытого впоследствии пояса крупных железорудных месторождений, разделив многие из них пополам и поставив под вопрос принадлежность этих ресурсов той или иной провинции.
В 1934 году в результате мирового экономического кризиса хозяйство Ньюфаундленда пришло к полнейшему финансовому краху — настолько глубокому, что местное самоуправление было отменено и колония перешла под управление назначенной Лондоном специальной комиссии.
В 1948 году были проведены 2 референдума по вопросу о будущем колонии, на втором из них незначительным большинством (52 %) победили сторонники присоединения к Канадской федерации. 31 марта 1949 года Ньюфаундленд стал десятой провинцией Канады.

## Население и города
Основная часть населения (95 %) проживает на острове Ньюфаундленд; население Лабрадора составляет лишь около 30 тыс. жителей. По переписи 1981 г., 92 % населения провинции составляли лица британского происхождения, 3 % — французского, столько же — смешанного. Индейцев на острове почти нет (около 500 чел. — потомки переселившихся сюда с континента микмаков); на Лабрадоре проживает около 2 тыс. индейцев (народности монтанье и наскапи, называющие себя «народ Инну»), столько же инуитов (эскимосов) и несколько сот так называемых сеттлеров (сложившаяся здесь своеобразная этническая группа англоязычных эскимосско-европейских метисов). Прочие жители Лабрадора — это, в большинстве своём, временные поселенцы, привлечённые сюда освоением железорудных месторождений; состав их постоянно обновляется, причём значительную часть (около 10 %) составляют прибывшие сюда из соседнего Квебека франкоканадцы. На самом же острове франкоканадцы (в небольшом числе) компактно проживают лишь в нескольких поселениях крайнего юга (в районе Порт-о-Баск — около 6 тыс. чел.), и, в целом, Ньюфаундленд выделяется среди всех англоязычных провинций Канады наивысшей однородностью своего населения, 99,2 % которого (1981 г.) пользуется в быту английским языком. Французским здесь владеет (но не обязательно пользуется) всего 2,4 % жителей — меньше, чем где-либо в Канаде.
Жители Ньюфаундленда — потомки старейшей в Северной Америке группы переселенцев из Юго-Западной Англии и Южной Ирландии, состав которых почти не пополнялся позднейшими эмигрантами; местный диалект английского языка и традиционные особенности быта существенно отличаются от языка и быта англоязычного населения остальных провинций Канады. В некоторых селениях Ньюфаундленда английский язык и сейчас звучит так, как он звучал во времена Шекспира. В Канаде широко распространены анекдоты о «простаках-ньюфаундлендцах», популярные, впрочем, и на самом острове. Даже такое солидное издание, как «Энциклопедия Канадиана», сочло необходимым поместить специальную статью о термине «ньюфи» — популярном прозвище ньюфаундлендцев — и предупредить читателей о том, что «оно не всегда нравится тем, кто его носит».
Вплоть до конца 70-х годов провинция отличалась самыми высокими в Канаде (не считая северных территорий) темпами естественного прироста и наибольшим средним размером семьи (4 чел. против 3,5 в среднем по Канаде); в середине 70-х годов рождаемость здесь в 1,3 раза превышала среднеканадский показатель. К 1985 г. рождаемость в Ньюфаундленде упала до среднеканадского уровня (1,5 % в год), что связано с массовым оттоком молодёжи. Это единственная из канадских провинций, имеющая отрицательный баланс международных миграций. Отрицателен для Ньюфаундленда и баланс межпровинциальных миграций: в 1981 г. 132 тыс. уроженцев острова проживали в других провинциях (в том числе 70 тыс. в Онтарио, 19 тыс. в Новой Шотландии, 14 тыс. в Альберте), тогда как численность уроженцев других провинций в Ньюфаундленде составляла лишь 24 тыс. За 1976—1981 гг. только в другие провинции Канады (то есть не считая международных миграций) из Ньюфаундленда выехало на 20 тыс. человек больше, чем въехало; иммиграция из-за рубежа составила всего 2,5 тыс. человек.
Доля городского населения составляет (1981 г.) 58,6 % (сельского — 41,4 %, в том числе фермерского — лишь 0,4 %). Крупных городов, кроме провинциальной столицы Сент-Джонс, нет. Вторым по величине является Корнер-Брук (24,3 тыс. чел. в 1981 г.), далее — Гранд-Фолс-Уинсор (14,5 тыс. чел.), Гандер (11 тыс. чел.). На Лабрадоре близ железорудных месторождений в 1950—60-е годы был построен ряд новых городов: Лабрадор-Сити (11,5 тыс. жителей), Уобуш (3,2 тыс.), Чёрчилл-Фолс (1 тыс.). Вместе с тем прекратили своё существование многие поселения северной части побережья Лабрадора: ввиду истощения вблизи них охотничьих угодий и упадка местных промыслов все их жители (эскимосы и сеттлеры) переселились в более южные посёлки Нейн (1 тыс. жителей) и Гус-Бей (7,1 тыс.). Однако и здесь они (как и другая группа местного коренного населения — индейский «народ инну») столкнулись в 1980-е годы с проблемой нехватки охотничьих угодий. Дело в том, что близ Гус-Бея расположена военно-воздушная база НАТО, которая с 1979 г. используется для тренировочных полётов истребительной авиации США, Великобритании и ФРГ. В связи с изъявленной федеральным правительством Канады готовностью поддержать натовские планы расширения базы и выделить для военно-учебных целей огромный полигон в 100 тыс. км² руководители Ассамблеи коренных народов и вожди Инну провели 29 ноября 1985 г. в г. Сент-Джонсе пресс-конференцию, на которой резко осудили эти намерения.

## Экономика
Ньюфаундленд — одна из наименее индустриализованных провинций Канады. В конце 1970-х годов обрабатывающая промышленность давала здесь лишь 25 % стоимости условно чистой продукции отраслей материального производства провинции, горнодобывающая — 31, электроэнергетика — 12, строительство — 22, лесная промышленность — 3, рыболовство (в прошлом основная отрасль хозяйства) — 6, сельское хозяйство — всего 1 %. На долю Ньюфаундленда, где проживает 2,3 % населения Канады, в 1983 г. приходилось лишь 1,3 % валового национального продукта Канады, причём всего 0,6 % продукции обрабатывающей промышленности страны. Большинство промышленных предприятий относится к категории мелких и средних, исключение составляют три отрасли промышленности: целлюлозно-бумажная (крупнейшие комбинаты — в Корнер-Бруке и Гранд-Фолсе), горнодобывающая (87 % стоимости продукции которой в 1984 г. дали железорудные месторождения Лабрадора) и гидроэнергетика (более 90 % мощностей — на Лабрадоре).
Рудники Лабрадора, первый из которых вступил в действие в 1954 г., а большинство остальных — в 1962—1965 гг., оснащены современным оборудованием; добытая руда вывозится (в виде окатышей) по автоматизированной почти полностью железной дороге в порт Сет-Иль (Квебек) и далее на экспорт, в основном в США. Эта отрасль полностью контролируется американским капиталом с участием капитала Италии и ФРГ (Маннесманн). В 1985 г. в принадлежащем Ньюфаундленду секторе Лабрадора было добыто 21,4 млн т железной руды — половина всей канадской добычи. Кроме того, на рудниках островной части в небольшом количестве (0,5—4 % общеканадской добычи) добываются цинк, свинец, медь, серебро и асбест; общая стоимость продукции горнодобывающей промышленности провинции в 1985 г. составила 927 млн долл. (2,1 % общеканадской), из которых 868 млн долл. составила стоимость лабрадорской железной руды. В 1984—1985 гг. лабрадорская железорудная промышленность стала постепенно выходить из жестокого кризиса начала 80-х годов.
В 1981 г. в провинции было выработано 44,7 млрд кВт·ч электроэнергии (11,8 % производства всей Канады), в том числе 44,2 млрд кВт·ч — на гидроэлектростанциях. Из общей установленной мощности всех ГЭС провинции в 6,960 млн кВт 75 %, или 5,225 млн кВт, приходилось на долю электростанции «Чёрчилл-Фолс» (Лабрадор), энергия которой в основном поступает в провинцию Квебек. Мощность ГЭС островной части составляет всего 980 тыс. кВт, тепловых электростанций — 550 тыс. кВт.
Гидроэнергетика и железорудная промышленность Лабрадора ориентированы на вывоз продукции за пределы провинции и экономически не связаны с хозяйством её основной (островной) части. Успешное развитие этих отраслей в географически изолированном районе нового освоения (Лабрадор) почти не оказывает положительного воздействия на развитие экономики провинции в целом, большинство отраслей которой находится в состоянии глубокой депрессии. Производительность труда в обрабатывающей промышленности здесь намного ниже среднеканадской; серьёзный кризис переживает рыбная промышленность. Застой во многих отраслях хозяйства, массовое разорение рыбаков и общая отсталость экономики Ньюфаундленда привели к тому, что жизненный уровень его жителей — самый низкий в Канаде. Годовой личный доход на душу населения здесь составляет (1982 г.) 8580 долл. — 66 % среднеканадского уровня. Для провинции характерен устойчиво высокий уровень безработицы (самый высокий в стране). В 1985 г. число безработных составило 21,3 % всей рабочей силы, а в 1986 г. — 20 %. Надежды на улучшение экономического положения в провинции связаны с перспективой разработки очень крупных месторождений нефти и газа, разведанных под морским дном вблизи её берегов. Открытое в 1979 г. крупнейшее из этих месторождений — Хайберния — содержит 87,5 млн т нефти (или 11 % всех её достоверных запасов в Канаде.
Железнодорожная сеть Ньюфаундленда была связана с Новой Шотландией и через неё с железнодорожной сетью остальной Канады морским паромом Порт-о-Баск — Нью-Сидни (через пролив Кабота); железнодорожной связи с Лабрадором не было (грузопотоки между островной и континентальной частями провинции очень невелики ввиду упомянутого отсутствия сколь-либо существенных экономических связей). В настоящее время железная дорога (узкоколейная) на острове полностью демонтирована и все перевозки по суше осуществляются автомобильным транспортом. Важное значение имеет порт Сент-Джонс (грузооборот — 1,1 млн т в 1982 г.), куда заходят для стоянки и ремонта рыболовные суда многих стран. Международный аэропорт Гандер находится на основных воздушных линиях из Северной Америки в Европу.
В ходе трескового кризиса 1992 г., когда численность трески в результате рыболовства сократилась до катастрофического минимума, правительство Канады объявило мораторий на ловлю трески вдоль восточного побережья страны. Этот мораторий привёл к обеднению и разорению местной рыбной промышленности, в течение 500 лет зависевшей от ловли трески более, чем от какой-либо иной рыбы.

## Власть

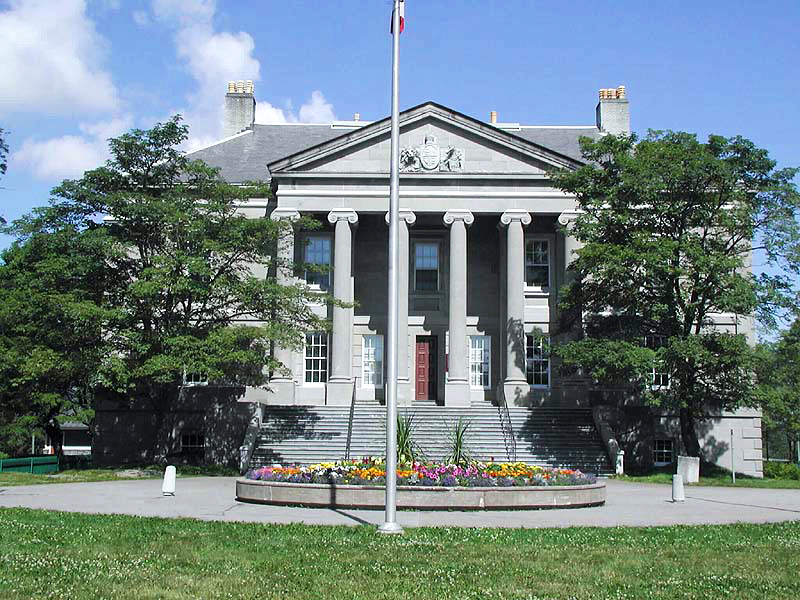
Бывшее здание правительства (до 1959)

С 1949 по 1972 г. у власти в провинции находилось правительство, сформированное Либеральной партией, причём все эти годы премьером провинции был Дж. Смолвуд, сыгравший видную роль в присоединении Ньюфаундленда к Канадской федерации в 1949 г. После поражения либералов на выборах 1972 г. к власти в провинции пришли консерваторы во главе с Ф. Мурсом, которого в 1979 г. сменил на посту лидера партии Б. Пекфорд. На провинциальных выборах (1985 г.) консерваторы получили 49 % голосов избирателей и 36 депутатских мест в провинциальном парламенте, либералы 35 % голосов и 15 мест. Выросло влияние социал-демократической НДП, которая в 1985 г. получила 14 % голосов (в 1982 г. — 4 %) и впервые добилась представительства в парламенте провинции (1 место).
В федеральном парламенте представлен шестью сенаторами и семью членами палаты общин. На федеральных выборах 1984 г. 58 % голосов избирателей было подано за кандидатов Прогрессивно-консервативной партии, в результате чего она получила 4 места от Ньюфаундленда в палате общин, и 36 % — за кандидатов Либеральной партии, получившей 3 депутатских мандата; 6 % избирателей проголосовали за НДП.

## Культура
Как и в сфере экономики, в сфере культурной жизни Ньюфаундленд в настоящее время характеризуется значительной отсталостью по сравнению с большинством других провинций Канады. Это единственная провинция Канады, где народное образование до сих пор находится в ведении церкви (точнее, шести ведущих церквей, крупнейшими из которых являются католическая и англиканская). Протестанты, включая англикан, в 1981 г. составляли 63 % населения (больше, чем где-либо в Канаде), католики — 36 %; процент неверующих же на Ньюфаундленде — самый низкий в Канаде: 1 % против 7,3 % в среднем по стране и 20,5 % в Британской Колумбии. Здесь не сложилось сколько-нибудь значительных театральных или музыкальных коллективов. Имеется лишь одно высшее учебное заведение — Мемориальный университет в Сент-Джонсе, основанный в 1949 г.; в 1983/84 г. в нём обучалось 13 тыс. студентов. Издаются три ежедневные газеты (две в Сент-Джонсе и одна в Корнер-Бруке), общий тираж которых не превышает 50 тыс. экз.

## Достопримечательности
Достопримечательности Ньюфаундленда связаны с богатой событиями историей острова. Здесь открыто несколько национальных исторических парков: в районе раскопок первого селения викингов XI века близ Л'Анс-о-Медоуз — первый канадский исторический памятник, объявленный ЮНЕСКО «Памятником мирового наследия» (1978 год); археологические памятники древнеэскимосской и индейских культур в Порт-о-Шуа; Сигнал-Хилл — гора, господствующая над гаванью Сент-Джонса, где происходили последние англо-французские сражения в Северной Америке в ходе наполеоновских войн (здесь же в 1901 году Г. Маркони принял первый в истории трансокеанский радиосигнал, посланный азбукой Морзе из английского Корнуолла). Своеобразный колорит более чем 200 прибрежным селениям острова придают сохранившиеся здесь здания лож различных братств и тайных обществ (оранжистов, масонов и т. п.), получивших на Ньюфаундленде в XIX — начале XX века большее распространение, чем где-либо в Северной Америке. В провинции открыто три национальных природных парка («Грос-Морн» на западном берегу острова, «Терра-Нова» на восточном и «Торнгат-Маунтинс» — на материке) и 77 провинциальных парков. Регулярно проводятся фольклорные фестивали.